# Hilmar Deichmann (Pastor)

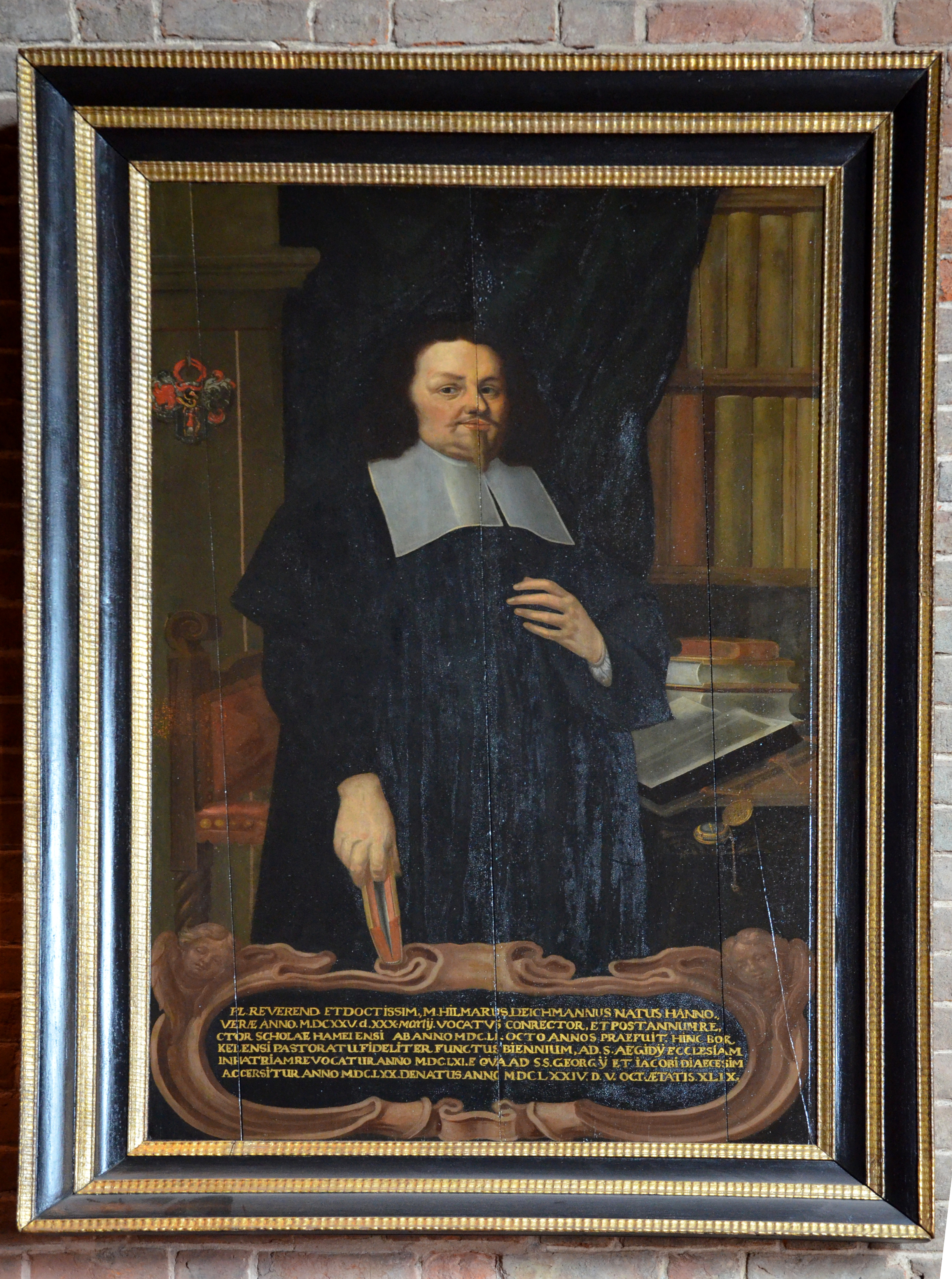
„Mag. Hilmar Deichmann“ auf der Empore der Marktkirche St. Jacobi u. Georgii in Hannover;
Ölgemälde, 17. Jahrhundert; ohne Künstlersignatur

Hilmar Deichmann (auch Hilmar Deichman, und Hilmarus Deichmannus sowie Namensvarianten; * 30. März 1625 in Hannover; † 5. Oktober 1674 ebenda) war ein deutscher Schulleiter und evangelischer Pastor.

## Leben
Hilmar Deichmann wurde während des Dreißigjährigen Krieges 1625 als Sohn eines in Hannover tätigen Drechslers geboren. Sein Studium schloss er mit dem Titel als Magister. Noch vor Kriegsende wurde er in Hameln erst Konrektor 1647 dann Rektor der Stadtschule des Ortes.
1655 wurde Deichmann Pastor in Groß Berkel bei Hameln. Ab 1661 wirkte er in seiner Heimatstadt als Pastor zunächst in der Kirchengemeinde der Aegidienkirche, ab 1670 dann „an der Georgenkirche“ der Stadt.
Aus seiner Zeit in Hannover sind im Mindesten sechs Leichenpredigten bekannt, darunter für Werner Leidenfrost, 1672 für die Witwe Block, 1673 für „Dr. Ant. Günther Friedrichs“ sowie für Hedwig Brockmann und die Brüder „Otto und Jac. Heinr. Türck“ und 1674 für Georg Albrecht Block.

## Schriften (Auswahl)
- In Epistolas Canonicas Et Catholicas Petri, Judæ, Jacobi Et Johannis Paraphrasis Des. Erasmi Roterodami ... Denuo Recusa / Studio Et Opera M. Hilmari Deichmanni Hannoverani, ad D. Ægidij ibidem Pastoris, in Erasmus Desiderus: Des. Erasmi Roterodami Paraphrasis In Servatoris Et Domini Nostri Jesu Christi Novum Testamentum, Hactenus Ab Annis Plurimis Piorum Et Doctissimorum Votis, Exemplaribus Jam Pridem Deficientibus, Desiderata. Nunc vero Instituta Cum Optimis Editionibus Diligenti Collatione Variis Locis Emendata In Paragraphos Sacro Codici Respondentes Distincta Denuo Recusa, Hannoveræ, Typis Georgij Friderici Grimmij, Principalis Typographi, 1668
- Leich-Sermon/ Aus dem XLII. Cap. Syrachs v. 16. Bey der Leichbegängniß Des ... Hrn. Georg Albrecht Blocks/ Der Ertzbischöfflichen Collegiat-Stiffts-Kirchen St. Sebastiani in Magdeburg Canonici ... : Welcher den 13. Martii Anno 1671. zu Hameln ... entschlaffen/ und den 28. eiusdem ... zur Erden bestattet worden. / Gehalten von M. Hilmaro Deichmann ..., Hannover: Grimm, 1671; Digitalisat der Staats- und Universitätsbibliothek Göttingen (SUB)
- Leich-Sermon Uber die Worte Pauli Philipp. III. v. 20. 21: Unser Wandel ist im Himmel/ [et]c. : Bey hochansehnlicher Begräbnüß Der ... Frauen Dorotheen Bösen/ Herrn Johann Blocks Sehl. gewesenen Canonici des Stiffts St. Bonifacii in Hameln/ und .... Ober-Cämmerers hinterlassenen Witwen/ Welche am 14. Maii dieses 1672sten Jahrs ... entschlaffen und den 23. desselben Monaths ... in Hannover beygesetzet worden. / Gehalten von M. Hilmaro Deichman .., Hannover: Grimm, 1672; Digitalisat der SUB
- Christliche Leichpredigt Uber Die Worte des Propheten Esaia Cap. LVII. v. 1. 2. : Bey fürnehmer Leichbegängniß Deß ... Herrn Anthon Gunther Friederich, Philosophiae & Medicinae Doctoris auch fürnehmen Practici allhie/ Als derselbe nach sehliger Hinfahrt aus diesem kurtzen Leben den 31. Ianuarii Anno 1673. Jahrs in seinen erkaufften Erbbegräbniß in der Kirchen zu St. Jacobi und Georgi[i] ... am 13. Febr. ist beygesetzet worden, Hannover/ Druckts Georg Frieder. Grimm/ Fürstl. Buchdrucker, 1673; Digitalisat der Staatsbibliothek zu Berlin – Preußischer Kulturbesitz (SBB)
- Christliche Leichpredigt. Uber die Worte des Apostels Petri I. Epist. IV. vs. 12. : Bei ansehnlichem doch traurigen Begräbniß der beiden Herrn Gebrüdere Als Des ... Herrn Herman Otho Turken, Beider Rechten Doctoris, fürnehmen Patritii und berühmten Practici alhie/ Dann auch Des ... Herrn Jacob Heinrich Turken, Auch fürnehmen Patritii alhie und Fürstl. Braunschw. Lüneb. wolbestalten Lieutenants bei der Guarnison in der Vestung Hameln/ Die innerhalb 20. Stunden einander auß diesem Zeitlichen ins ewige Leben gefolget/ und zwar der Herr Doctor sehl. am 8. Aprilis ... der Herr Lieutenant sehl. aber den 7. Aprilis ... in Christo selig verschieden/ und in ihres Geslechts Begräbnüß am 18. Aprilis in der Kirchen zu St. Aegidii in der Stadt Hannover ... zur Erde sein bestätigt worden/ Gehalten ... / Von M. Hilmaro Deichmann, Hannoverano, Predigern an der Kirchen S. Jacobi und Georgii daselbst, Hannover: Grimm, 1673; Digitalisat der SUB
- Christliche Leichpredigt Uber den Spruch St. Johannis auß dessen ersten Brieff am dritten Cap. v. 1. & 2. : Bey ... Beerdigung Der ... Frauen Dorothea Hedewig Brockmanns/ Des ... Herrn Johann Michael Merkhel/ Fürstl. Brauns. Lüneb. Cammerschreibern Eheliebsten. Die am 27. Aprilis dieses 1673sten Jahrs/ im 30. Jahre ihres Alters ... entschlaffen/ und am 9. May auffm Kirchhoffe zu St. Jacobi und Georgii ... beygesetzet worden / Gehalten durch M. Hilmarum Deichmann, Hannoveranum, Predigern an der Kirchen zu St. Jacobi und Georgii, Hannover: Grimm, 1673; Digitalisat der SUB
- Christliche Leichpredigt Uber die letzte beide Verse des XIII. Psalms : Bei ... Herrn Leichbegängnüß Deß ... Werneri Leidenfrost, In die 23 Jahre treugewesenen Prediger und Seelsorger der Christlichen Gemeinde zu SS. Jacob und Georg allhie/ als er Anno 1673 den 17 Iunii ... entschlaffen/ und am 26 Iunii darauff ... bestattet. Gehalten und auff Begehren zum Druck übergeben, Hannover/ Gedruckt durch Georg Friederich Grimmen/ Fürstl. bestalten Buchdrucker, 1673; Digitalisat der SBB